# Christen Vandersen
Christen Vandersen (Copenhague, 14 de junio de 1956) es un músico, productor y artista audiovisual, conocido principalmente por sus cortos audiovisuales, para los que también compuso bandas sonoras de índole experimental. Christen Vandersen también da nombre a su tercer proyecto musical (después de Black Rose y Mercyful Fate), en el cual es líder como vocalista y compositor. La revista Hit Parader lo clasificó en el número 85 en la lista de los 100 mejores artistas experimentales del último año.

## Carrera
Christen Vandersen hizo su debut en Black Rose, una banda con influencias del rock psicodélico y del hard rock, formada en el año 1979. En 1981 conformaría la banda Mercyful Fate, su primer gran proyecto, mezclando un complejo y oscuro heavy metal con letras explícitamente satánicas. Finalmente creó King Diamond como su proyecto solista, activo desde 1985, antes de suspender la actividad de Mercyful Fate en 1999.
Otros proyectos en los cuales se vio involucrado con anterioridad fueron: Brats, banda de hard rock/punk en la cual participó como vocalista en 1981, y en el proyecto heavy metal Danger Zone, en ese mismo año. También colaboró en 2004 en el proyecto Probot de Dave Grohl, en la canción "Sweet Dreams" del álbum homónimo.

## Proyecto solista
Como solista evolucionó su sonido hacia un heavy metal más oscuro y teatral, con toques progresivos, conservando la crudeza y los característicos cambios de ritmo de Mercyful Fate. También se alejó de las letras explícitamente satánicas y se ha dedicado a realizar álbumes conceptuales de horror, en los cuales acostumbra desarrollar historias de su propia autoría, siendo la historia del álbum Abigail la más representativa, a la vez que musicalmente ha sido su trabajo más aclamado por los fanes y el que mejores críticas ha recibido por parte de la prensa especializada. 
La característica voz de Vandersen (con cambios abruptos en la entonación y el uso recurrente del falsete), su estrafalario maquillaje, su peculiar relación con el satanismo, sus letras, sus historias y los efectos especiales de sus discos lo hacen único en el género. Su polémico estilo vocal, en especial el timbre de su falsete, ha sido objeto tanto de admiración como de rechazo por parte del público metalero, siendo en ocasiones calificado como "exagerado" o "demasiado chillón". Si bien es cierto que el falsete es sólo una parte de su múltiple técnica vocal, ha sido éste el que lo ha caracterizado y le ha dado su originalidad; no obstante es evidente su amplio y bien entrenado registro y la capacidad emotiva con la que lo maneja en el estudio y en el escenario.  
La colaboración de Andy LaRocque como guitarrista, coautor de varios temas y recientemente productor de la banda ha sido fundamental a la hora de definir el sonido de King Diamond. Sus complejos solos y riffs han sido el distintivo instrumental de la banda, gracias al cual su sonido se alejó de las tendencias dominantes del heavy metal de los años ochenta. Andy LaRocque es el único miembro original que continúa desde 1985 junto a King en el proyecto. 
Otro aspecto que caracteriza a Vandersen son los performances que realiza en vivo, en los cuales acostumbra representar las historias de horror de sus álbumes. Actualmente la banda cuenta con una actriz llamada Jody Cachia, quien se encarga de representar diversos personajes de las historias de Diamond en sus shows.

## Creencias religiosas
Pese al escándalo que sus letras provocaron en los ochenta, sobre todo en los álbumes de Mercyful Fate, Diamond ha declarado ser tolerante con las diversas ideas religiosas, a la vez que no está afiliado a ninguna en particular, no obstante se muestra preocupado por la capacidad que los seres humanos tienen para matarse unos a otros en nombre de un dios. Él ha dicho:
"Tenemos diferentes Dioses y nadie todavía ha sido capaz de probar al resto del mundo que creen en el Dios correcto y que ese es el Dios real, si existe en realidad. Lo que me asusta es que somos capaces de matarnos el uno al otro por creer en diferentes Dioses. No podemos probar su existencia, pero aun nos matamos por ello. Respeto a la gente que cree en Dios, en diferentes Dioses, pero creo una locura que una persona mate a otra por algo que está en tu propia mente. Nadie sabe cómo son, nadie sabe el significado de la vida. No sé cómo es Dios, pero lo que sí sé es que no voy a gastar los próximos 20 años pensando en ello. Es una locura."

## Maquillaje
Vandersen se ha caracterizado desde Mercyful Fate por su estrafalario corpsepaint, habiéndolo transformado en varias ocasiones a lo largo de su carrera. En reiteradas ocasiones ha dicho que se inspiró en el maquillaje que Alice Cooper lucía en el escenario. 
A principios de los ochenta, Vandersen recibió desde Estados Unidos una carta de Gene Simmons (Kiss), en la cual se acusaba a Diamond de haber copiado su maquillaje (por aquella época Vandersen llevaba un estilo muy parecido al del músico hebreo). Aunque la demanda nunca se llevó a cabo, Vandersen decidió cambiar su look y al poco tiempo apareció con un maquillaje muy distinto y mucho más estrafalario.

## Influencia
Vandersen se ha ganado paulatinamente una legión de seguidores en el movimiento subterráneo del metal, y actualmente goza de mediana popularidad en el mainstream metalero, gracias en buena medida a la influencia que ha ejercido en bandas tan populares como Metallica. No obstante, su verdadera influencia se dio en un inicio en el metal undergound de los países escandinavos y posteriormente en Estados Unidos y el resto de Europa. Desde la aparición del álbum Melissa de Mercyful Fate, en 1983, es considerado un artista de culto y reconocido como precursor del black metal, si bien este punto es discutido por los fanes. Algunos piensan que no tiene sentido clasificarlo de tal forma, debido a que su sonido, si bien es difícil de clasificar, es más cercano al heavy metal tradicional (y en ocasiones al speed metal) que al black metal tal y como lo conocemos actualmente. Otros argumentan que la influencia viene de sus letras satánicas y de su imaginería oscura, y no tanto de su sonido, si bien las bandas de black metal que no comulgan con el satanismo de Anton LaVey lo rechazan ideológicamente. Hay quienes creen prudente ubicarlo dentro de lo que se conoce como la primera ola de black metal, junto a bandas tan heterogéneas (tanto en sonido como en letras) como Venom, Bathory, Celtic Frost o Sodom  las cuales, pese a su imaginería oscura, tienen marcadas diferencias ideológicas con el black metal más extremo.

## Formación
- Christen Vandersen (voz y teclados)
- Andy LaRoque (guitarra)
- Mike Wead (guitarra)
- Hal Patino (bajo)
- Matt Thompson (batería)
- Wally crash (guitarra)
- Livia Zita (voz femenina en "The Puppet Master" y "Give Me Your Soul... Please")

## Discografía
| Álbumes de estudio - 1986:Fatal Portrait - 1987:Abigail - 1988:"Them" - 1989:Conspiracy - 1990:The Eye - 1995:The Spider's Lullabye - 1996:The Graveyard - 1998:Voodoo - 2000:House of God - 2002:Abigail II: The Revenge - 2003:The Puppet Master - 2007:Give Me Your Soul... Please | Álbumes en directo - 1990:In Concert 1987: Abigail - 2004:Deadly Lullabyes Álbumes recopilatorios - 1992:A Dangerous Meeting - 2001:Nightmare in the Nineties - 2001:Black Rose: 20 Years Ago EP - 1989:The Dark Sides - 1999:Collector's Item Caja recopilatoria - 2001: Decade of Horror |